# Лимфни систем
Лимфни систем је систем изграђен од тјелесне течности лимфе, лимфних судова, лимфних жлијезда и лимфних органа. Лимфа се састоји од течности сличног састава крвној плазми и од лимфоцита (група леукоцита). Настаје издвајањем плазме и дијела леукоцита у крви. Лимфа испуњава све међућелијске просторе и разноси хранљиве материје и кисеоник од крвних капилара до појединих ћелија, сакупља штетне продукте метаболизма и угљеник (IV) оксид. Лимфни судови враћају лимфу у крвоток, а лимфа је посредник између крви и ткива. Дуж лимфних судова су смјештене лимфне жлијезде, које су увијек груписане. Највећи лимфни чворови су око лакта, под пазухом, у врату, препонама, танком цријеву, грудном кошу и ждријелу (крајници). Нарочито је велики број лимфних жлијезда у слијепом цријеву. Лимфни орган је и слезина, мада није повезана са лимфним судовима. 
Најважнија улога лимфних жлијезда је у производњи лимфоцита, прочишћавању лимфе, спречавању ширења заразе и производњи антитијела. 

## Функција

### Апсорпција масти
Лимфни судови, названи млечни, налазе се на почетку гастроинтестиналног тракта, претежно у танком цреву. Док већина других хранљивих материја, апсорбованих у танком цреву, доспева у порталски венски систем и преко порталне вене у јетру на прераду, масти (липиди) доспевају у лимфни систем и транспортују се у крвоток кроз грудни канал. Обогаћена лимфа, која се формира у лимфном систему танког црева, назива се хилус. Хранљиве материје које доспеју у крвоток прерађује јетра, пролазећи кроз системски крвоток.

### Имунска функција
Лимфни систем игра важну улогу у имунолошком систему организма, будући да је главно место локализације ћелија које припадају адаптивном имунском систему, укључујући Т-ћелије и Б-ћелије. Лимфа је веома слична крвној плазми, јер садржи производе метаболизма и ћелијски отпад, као и бактерије и протеине.
Ћелије лимфног система реагују на антигене који су презентовани или директно откривени од стране других ћелија или дендритских ћелија.
При препознавању антигена почиње имунолошка каскада која укључује активацију и привлачење све већег броја ћелија, продукцију антитела и цитокина, као и привлачење других имунолошких ћелија као што су макрофаги.

## Клинички значај
Проучавање лимфне дренаже различитих органа од великог је значаја за дијагностику, прогнозу и лечење рака. Лимфни систем, због своје близине многим ткивима у телу, одговоран је за пренос канцерозних ћелија између различитих делова тела у процесу који се зове метастазирање. Прелазни лимфни чворови могу задржати ракове ћелије. Ако им не успева да униште канцерозне ћелије, чворови могу постати места секундарних тумора.